# Disyringa
Disyringa is een geslacht van sponsdieren uit de klasse van de Demospongiae (gewone sponzen). 

## Soorten
- Disyringa dissimilis (Ridley, 1884)
- Disyringa nodosa Lendenfeld, 1907